# Vy-le-Ferroux
Vy-le-Ferroux là một xã nằm ở tỉnh Haute-Saône trong vùng Bourgogne-Franche-Comté, Pháp. Khu vực này có độ cao trung bình 220 mét trên mực nước biển.

## Biến động dân số
| 1962                                         | 1968 | 1975 | 1982 | 1990 | 1999 |
| -------------------------------------------- | ---- | ---- | ---- | ---- | ---- |
| 166                                          | 174  | 141  | 149  | 140  | 147  |
| Số liệu từ năm 1962: Dân số chỉ tính một lần |      |      |      |      |      |